# Hípias Maior

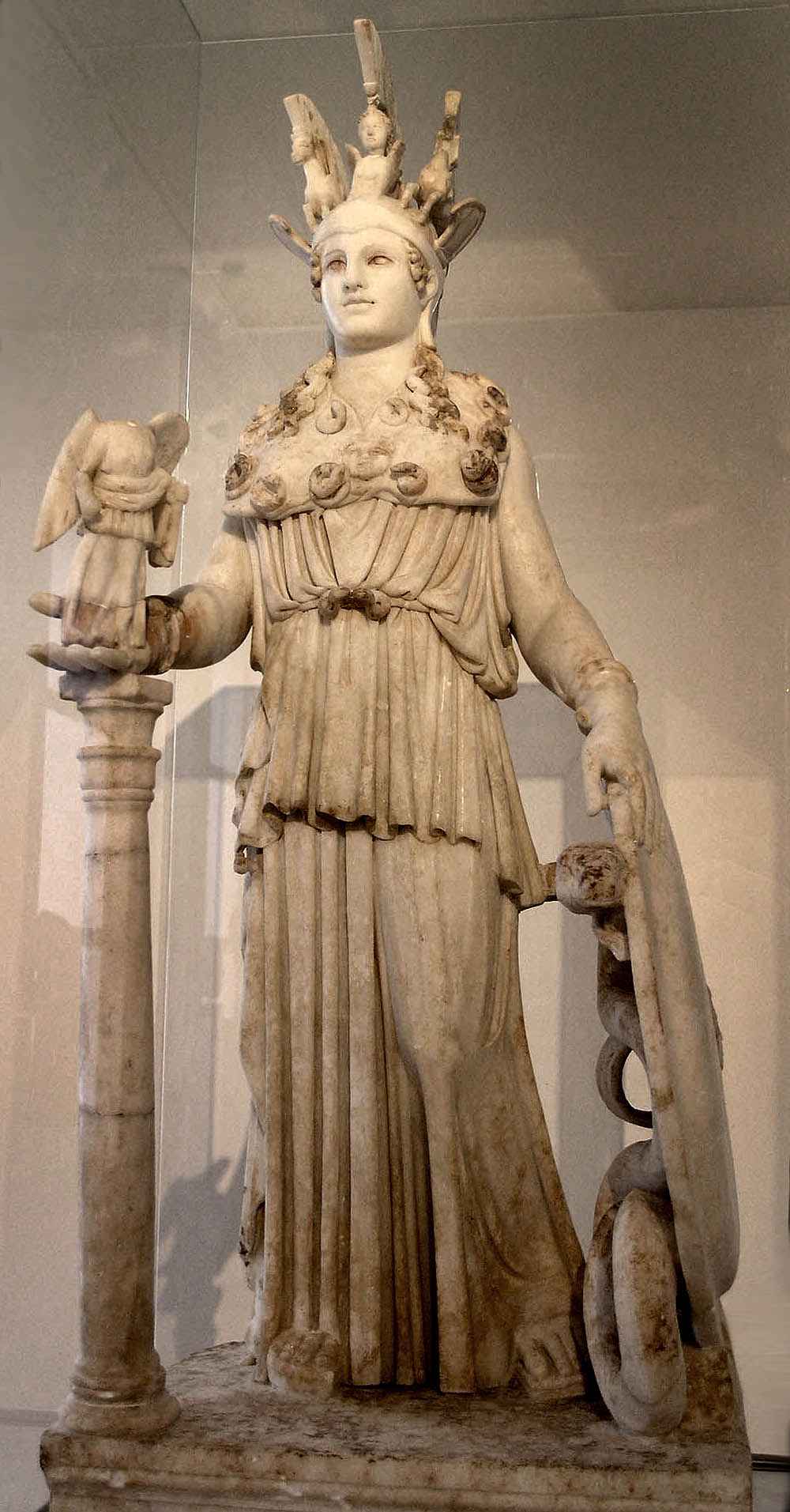
A Athena Varvakeion é uma estátua da era romana, considerada a reprodução mais fiel da Athena Parthenos, estátua criselefantina produzida pelo escultor Fídias e seus assistentes. Atualmente ela é parte da coleção do Museu Arqueológico Nacional de Atenas, sendo datada de 200–250 d.C. Ela é mencionada nominalmente no diálogo (Hp. mai., 290a) como um símbolo de beleza e soberania.

Hípias Maior (em grego Ἱππίας μείζων, Hippías Meízōn) é um diálogo de Platão que tem por objeto principal o belo. Com uma autenticidade que foi posta em discussão, sobretudo no século XIX, o diálogo breve entre Sócrates e o sofista Hípias de Élis adiantou as mais ricas discussões que circundam o pensamento estético contemporâneo. Dentre elas, destacam-se a questão da utilidade do belo; o belo enquanto gerador de prazer; a questão de se a contemplação da beleza está ligada ao desinteresse; e, claro, o questionamento principal do diálogo: é possível definir o belo (τὸ καλόν)?

## Personagens
- Sócrates
- Hípias de Élis: Hípias é um famoso sofista da cidade de Élis. Conhecido por todos os helenos, famoso por sua técnica mnemônica (bastava ouvir cinquenta nomes de uma só vez para que pudesse memorizá-los)[4], é considerado um polímata, pois seu domínio compreende muitas áreas do saber, seja matemática, história, astronomia ou retórica. Mas sua habilidade é também técnica, no Hípias Menor é mencionado que o sofista teria produzido até o próprio cinto e anel que portava, não usando nada que não fosse produzido por si mesmo.[5] Como é característico do tratamento platônico aos sofistas, ele é apresentado por Platão sob a caricatura de um homem vaidoso, tacanho e de inteligência limitada. Apesar disso, permanece incólume o fato de Hípias estar de fato conectado a um universo intelectual e artístico, Papo de Alexandria no livro IV da sua Sinagoga (Coleção Matemática) fala de uma das mais antigas curvas conhecidas, a Trissetriz; talvez a primeira depois da reta e da circunferência. Proclo e outros escritores da antiguidade atribuem sua descoberta a Hípias.
- Um interlocutor anônimo, onipresente no texto, é introduzido por Sócrates, o que torna o diálogo quase um debate entre três pessoas. Sócrates não questiona Hípias diretamente, mas cria uma situação hipotética na qual um indivíduo anônimo lhe dirige perguntas às quais ele deve responder. Esse é um artifício presente em outros momentos na obra platônica, como no Eutífron (5a-b) e no Críton (50b).[6] Muitas teses tentam explicar qual o papel exato do interlocutor anônimo, provavelmente a explicação mais aceita é de que Sócrates estaria tentando se livrar de possíveis investidas contra si próprio, visto que dirige inúmeras provocações contra o sofista.[7]

## O diálogo: Sócrates encontra Hípias
Sócrates e Hípias se empenham em encontrar uma definição para a palavra grega καλόν, que designa tanto o belo quanto o nobre e o valor ético, não podendo ser reduzida ao âmbito puramente estético. O belo designa, então, segundo a análise de Woodruff, aquilo pelo qual estimamos algo, o que autoriza considerar o diálogo como uma "investigação com base em todos os tipos de juízos de valor". Buscar a definição da beleza é, portanto, não apenas buscar entender sua natureza, mas também buscar entender por qual critério uma coisa que é bela, estimável, excelente, é julgada como tal.

## Ἱππίας ὁ καλός τε καὶ σοφός: o belo e sábio Hípias
Hípias de Élis, cujos negócios o afastaram de Atenas por muito tempo, acabava de chegar à cidade para apresentar um discurso na escola de Fidóstrato nos dias seguintes. Ele encontra Sócrates que imediatamente o saúda com os adjetivos "belo" e "sábio". Ao espanto irônico de Sócrates com a longa ausência de Hípias em Atenas, o sofista responde, elogiando as suas próprias qualidades de embaixador, que sua cidade natal, Élis, sempre solicita seus serviços e lhe confiou recentemente várias das mais importantes missões diplomáticas em diferentes cidades, notadamente em Esparta.
Assim, semelhante ao que faz no Íon (diálogo), Platão começa com um longo prólogo em que o interlocutor de Sócrates é ironicamente questionado sobre o que faz, suas habilidades, o que oferece de bom aos gregos. A ironia de Sócrates não reside apenas em fingir ignorância, mas também em simular reconhecer as habilidades que seu interlocutor afirma ter. Essas lisonjas encorajam este último a exibir seu suposto conhecimento, o que permite a Sócrates revelar a ignorância por um método interrogatório de refutação.

## A natureza do belo
Sócrates afirma que, recentemente, enquanto fazia um discurso sobre as coisas que considera belas ou feias, foi censurado de forma bastante rude por um de seus conhecidos, que o repreendeu por falar sobre o que é belo ignorando completamente o que é o belo. Supostamente envergonhado por essa desventura, Sócrates diz que está, portanto, encantado por finalmente poder perguntar a uma pessoa competente como Hípias sua opinião sobre a natureza da beleza. O grande sofista, lisonjeado, certamente não vê objeções a isso, nem à iniciativa de Sócrates, que se propõe a mimetizar o papel do homem que o havia ensinado. Sócrates introduz, portanto, a figura do interlocutor anônimo, que será responsável por formular os problemas ao sofista. 

## As seis hipóteses oferecidas
Hípias oferece três hipóteses para definir o belo: o belo é uma bela donzela (287e2-289d5) (primeira hipótese); o belo é o ouro (289d6-291c9) (segunda hipótese) e o belo é a vida nobre (291d1-293c8) (terceira hipótese). Sócrates, por sua vez, também fornece três hipóteses: o belo é o conveniente (293c8-294e10) (quarta hipótese); o belo é o útil (295a1-296d3) (quinta hipótese) e, por fim, o belo corresponde aos prazeres advindos da audição e da visão (297d10-303d10) (sexta e última hipótese).